# Depot von Hausneindorf
Das Depot von Hausneindorf (auch Hortfund von Hausneindorf) ist ein Depotfund der frühbronzezeitlichen Aunjetitzer Kultur (2300–1550 v. Chr.) aus Hausneindorf, einem Ortsteil der Gemeinde Selke-Aue im Landkreis Harz (Sachsen-Anhalt). Die erhaltenen Gegenstände des Depots befinden sich heute im Schlossmuseum in Quedlinburg.

## Fundgeschichte
Das Depot wurde 1887 gefunden.

## Zusammensetzung
Das Depot war in einem Keramikgefäß niedergelegt worden, von dem nur Scherben erhalten sind und dessen ursprüngliche Form unbekannt ist. Die Außenseite des Gefäßes war durch senkrechte Fingerfurchen aufgeraut. Weiterhin weist es waagerechte Knubben auf. Das Gefäß enthielt zehn bronzene Randleistenbeile. Im Museum in Quedlinburg befinden sich heute noch zwei Gefäßscherben und ein Beil. Der Rest des Depots ist verschollen.